# Cián (szín)
A cián (görög: κύανoς, átírva: kýanos, vagyis „sötétkék anyag”) szín a színspektrum kékes-zöldes tartományában. A cián szín létrehozható prizmán áthaladó fényből, ha kivonjuk belőle a pirosat. Így egy világos zöldeskék színt kapunk. A cián pigment (festék) elnyeli a piros fényt.
A ciánt még hívják ciánkéknek, akvamarinnak, türkiz(kék)nek vagy kékeszöldnek is.
A szín nevéhez egészen 1879-ig angol nyelvterületen a kéket is hozzátették. Így lett „cyan blue”, ciánkék. Ez az elnevezés honosodott meg a magyar nyelvben is.
A nyomdaiparban a ciánkék festék az egyik alapszín, lásd CMYK színtér.
A folyadékok, drágakövek általában akvamarin színűek, míg a megfestett ruházat türkizkék.

## Cián és világoskék

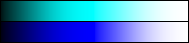
Cián és kék színskálák. Látható, hogy nincs bennük azonos szín (a feketét és a fehéret kivéve).

Sokan tartják úgy, hogy a cián a világoskék szín, valójában egy teljesen különálló szín. Ugyanis a cián szín zöld és kékértéke azonos (így e két szín közt helyezkedik el), míg a világoskék színnek a kékértéke 100%-os, a vörös és zöldértéke pedig egyforma. Továbbá a sötét cián szín (zöld- és kékérték 50%) inkább zöldesebb, mint kék.
A cián ellenszín párja (a vörösérték hiánya miatt) a vörös, míg a világoskéké a sötétsárga, más néven okkersárga.